# محافظه ریاض
محافظه ریاض (به عربی: الریاض) یک منطقهٔ مسکونی در عربستان سعودی است که در استان ریاض واقع شده‌است. محافظه ریاض ۵٬۲۳۶٬۹۰۱ نفر جمعیت دارد.